# Méhegészségügyi felelős
A méhegészségügyi felelős állami tisztségviselő, aki a méhész szakértő feladatát látja el a hatósági állatorvos mellett. Egy hatósági állatorvos mellett több méhegészségügyi felelős is dolgozhat. Méhegészségügyi felelőssé képzett és gyakorlott méhészek válhatnak; ehhez egy méhésztanfolyam elvégzése és öt év méhészeti tapasztalat után egy újabb tanfolyam szükséges. 
Feladatai közé tartozik, hogy körzetében minden évben egyszer, június és szeptember között ellenőrizze a méhcsaládokat. Közreműködik a vándorlás előtt végzendő egészségügyi vizsgálatokban. Ha bejelentési kötelezettség alá eső betegség (valamelyik költésrothadás vagy légcsőatka) ütötte fel a fejét a körzetben, akkor szintén meg kell vizsgálnia az adott méhészetet, ahol a bejelentés történt. Szükség esetén a hatósági állatorvossal együtt dönt a méhcsaládok elpusztításáról, zárlat elrendeléséről. Ha mérgezés történt, akkor részt vesz a vizsgálóbizottságban.